# Catherine Parks
Catherine Parks (Tampa, Florida, 10 de diciembre de 1956) es una actriz estadounidense de cine y que ha participado también en numerosas series de televisión.

## Biografía
Catherine Parks, cuyo nombre verdadero es Catherine LaBelle Parques, asistió a la Leto High School y a la Universidad del Sur de Florida. Comenzó su carrera como modelo para luego lucir su belleza hasta ser la primera finalista de Miss América 1977. Mantuvo el título de "Miss Tampa", "Miss Condado de Hillsborough" y "señorita Florida".
Luego se dedicaría exclusivamente a la actuación con papeles dramáticos y cómicos para cine y televisión.

## Cine
Debutó en 1981 con la película de ciencia ficción, Looker, en el papel de "Jan".
En 1982, después 6 meses de estancia en Los Ángeles, interpretó el papel de "Vera Sánchez", una de las víctimas de Jason Voorhees en la secuela de terror clásico Friday the 13th Part III.
En 1989, se destacaría como "Tina", la amante de Bernie Lomax , en la comedia picaresca Fin de semana de locura (Weekend at Bernie's).
En 1993, le siguió el drama Aspen Extreme en la que encarnó a "Karen". En ese año también hizo Body of Influence como "Helen".

## Televisión
Su primera serie fue Ser detrás de la pantalla, y más tarde protagonizó la serie de CBS "Zorro e hijo" en 1983. Parks ha hecho apariciones en programas televisivos como The Love Boat, Tres son compañía, Mike Hammer de Mickey Spillane, Street Hawk, Cuentos de Darkside, Hunter y Nido vacío.

## Actualidad
En 2005, Parks dejó Hollywood y se trasladó a Tampa. Sigue dedicándose a la actuación y continúa adelante varios proyectos de cine y televisión como escritora, productora y actriz.
En el 2009 asistió al documental sobre los 30 años de Viernes 13 titulado His Name Was Jason: 30 Years of Friday the 13th.